# Генографія

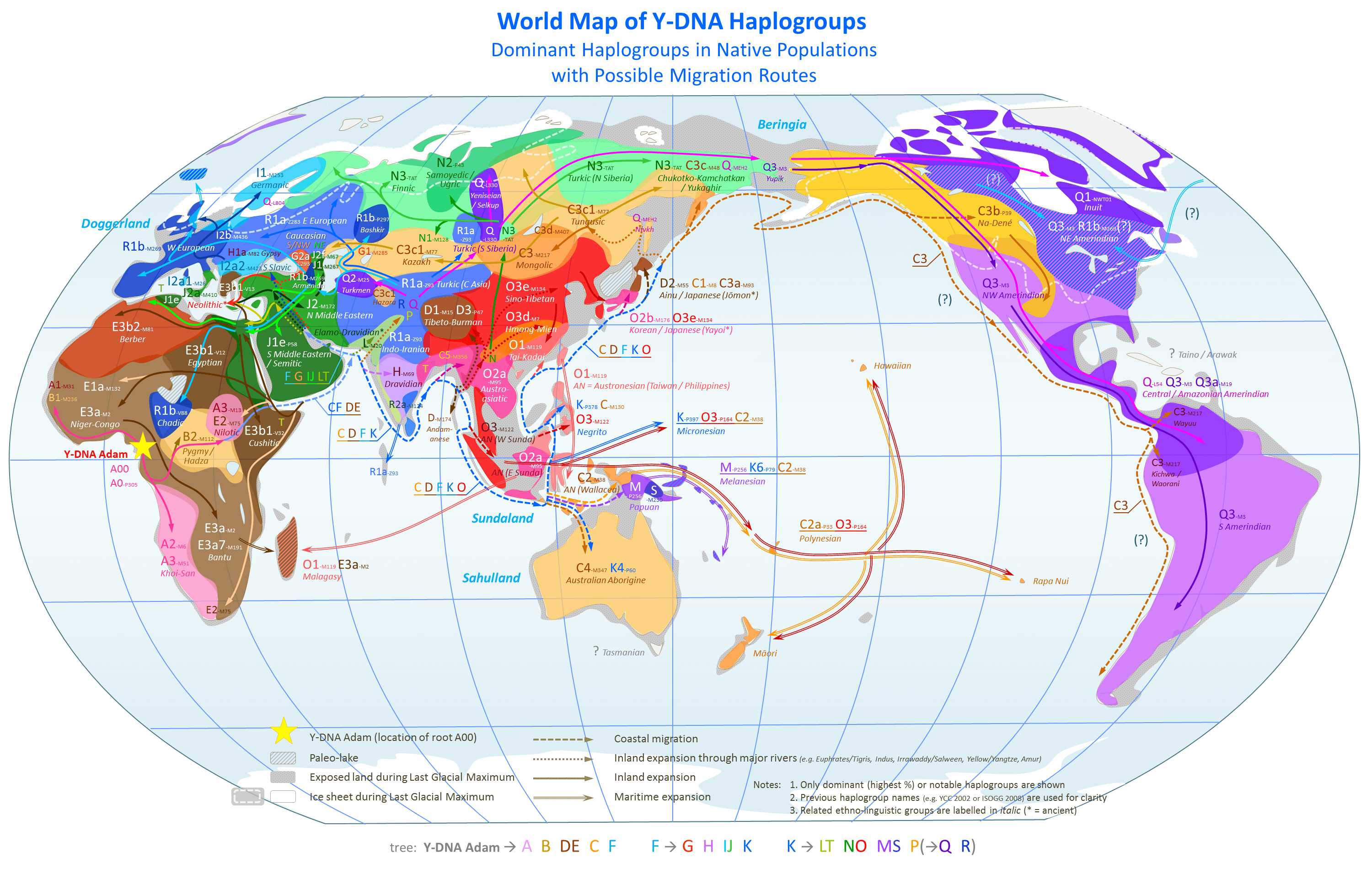

Геногра́фія — наука про вивчення частин геному, що піддалися мутаціям за час існування людства. В 1928 році геногеографію як окреме поняття вперше ввів в науку російський генетик, академік О. С. Серебровський (1892—1948).
Особливої уваги вчені приділили двом ланкам з інформацією, що передається:
1) Y-ДНК з ядра клітини, що є тільки у чоловіків та передається тільки по чоловічій лінії; 
2) мнДНК (мітохондріальна ДНК), що існує поза ядром в особливих утвореннях — мітохондріях, що виробляють енергію для клітини. МтДНК є і у жінок, і у чоловіків, але передається тільки по жіночій лінії.
Серед тисячі клаптиків ДНК генетики виявили (та продовжують виявляти) ділянки — їх називають маркерами, — що піддавалися у різних популяцій людей мутаціям в різні історичні часи.
Відтак науковці вивчили швидкість мутацій маркерів та місце на Землі, де вони виникли. А на даному етапі розвитку науки вже кожен чи майже кожен може знайти спільного предка з іншою людиною до глибини в десятки, сотні і навіть тисячі поколінь та встановити своє походження.
Генографічні дослідження генофонду людини, як правило, включають картографічний аналіз розповсюдження генетичних маркерів гаплогруп в населенні великих регіонів і детальне вивчення ряду конкретних популяцій. Проводиться експедиційне дослідження та генотипування різноманітних ДНК та класичних маркерів: мтДНК, Y-хромосом, генетико-біохімічних та інших маркерів.
З 2005 року в планетарному масштабі реалізується міжнародний проєкт «Генографія» (The Genographic project [Архівовано 20 квітня 2008 у Wayback Machine.]) — найбільший генографічний проєкт, що досліджує змінності мтДНК та Y-хромосом населення на території Землі з метою складання детального генетичного атласу народів світу та вивчення древніх міграцій людей. Бюджет проєкту перевищує 40 мільйонів доларів США. Проєкт «Генографія» фінансують Географічне товариство США, IBM і ряд інших спонсорів.